# Crugnola
Crugnola è una frazione del comune italiano di Mornago posta a sud del centro abitato, verso Besnate.

## Storia
Crugnola è un piccolo centro abitato di antica origine, appartenuto alla pieve di Somma nel Milanese e dipendente dalla chiesa prepositurale di Arsago.
Registrato agli atti del 1751 come un borgo di 151 abitanti, nel 1786 Crugnola entrò per un quinquennio a far parte dell'effimera Provincia di Varese, per poi cambiare continuamente i riferimenti amministrativi nel 1791, nel 1798 e nel 1799. Alla proclamazione del Regno d'Italia nel 1805 risultava avere 218 abitanti. In età napoleonica (1809) venne aggregato a Crugnola il limitrofo comune di Vinago, ma solo due anni dopo anche il comune di Crugnola venne soppresso, e aggregato a Menzago. Tutti i comuni recuperarono l'autonomia nel 1816, in seguito all'istituzione del Regno Lombardo-Veneto.
All'Unità d'Italia Crugnola contava 353 abitanti. Il comune venne soppresso nel 1869 e aggregato al comune di Mornago.

## Monumenti e luoghi d'interesse

### Architetture religiose

#### Chiesa parrocchiale Beata Vergine Assunta
Molte tracce della presenza di una chiesa a Crugnola si trovano nell'archivio diocesano di Milano. Le più significative riguardano le catalogazioni a partire dall'XI secolo riguardanti la pieve di Arsago, di cui Crugnola (all'epoca Colognola) faceva parte.
L'attuale parrocchiale presenta una volta costruita nel XVI secolo, mentre la struttura originaria prevedeva una semplice capriata con travi a vista.
La parrocchia, da sempre inserita nella pieve e vicariato foraneo di Arsago, dopo a revisione della struttura territoriale dell'arcidiocesi, avvenuta tra il 1971 ed il 1972, fu inclusa nel nuovo vicariato foraneo, poi decanato di Somma Lombardo. Dal 1º novembre 2010 al 14 novembre 2022 la parrocchia fece parte della comunità pastorale "Maria Regina della Famiglia".